# Olivia Hye
Olivia Hye es el duodécimo álbum sencillo del grupo femenino surcoreano Loona. Fue publicado digitalmente el 30 de marzo de 2018 a través de Blockberry Creative y Vlending Co. LTD, y físicamente el 2 de abril de 2018 por Windmill Entertainment. Este álbum introduce oficialmente a la decimosegunda y última miembro de Loona, Olivia Hye, y por ello marca el final del proyecto predebut de álbumes sencillos. Contiene dos canciones, el solo de Olivia «Egoist», junto a JinSoul, y un dueto con Go Won, acompañadas de HeeJin, llamado «Rosy». 

## Lista de canciones
| N.º  | Título                                  | Letras                         | Música                              | Duración |  |
| 1.   | «Egoist» (con Jin Soul)                 | 박지연 (MonoTree), Jaden Jeong | Artonic Waves, LAB301, PABLO GROOVE | 4:07     |  |
| 2.   | «Rosy» (Go Won y Olivia Hye con HeeJin) | 달리                           | 빌리진, 김진형(BADD), Hickee        | 3:15     |  |
| 7:22 |                                         |                                |                                     |          |  |

## Posicionamiento en listas

### Álbum
| Lista (2018)                       | Mejor posición |
| ---------------------------------- | -------------- |
| Corea del Sur (Gaon Chart Semanal) | 11             |

## Ventas
| País                       | Ventas |
| -------------------------- | ------ |
| Corea del Sur (Gaon Chart) | 5 573+ |